# Champsodon omanensis
Champsodon omanensis is een straalvinnige vissensoort uit de familie van champsodonten (Champsodontidae). De wetenschappelijke naam van de soort werd voor het eerst geldig gepubliceerd in 1908 door Charles Tate Regan. Regan beschreef de soort aan de hand van specimen uit de Golf van Oman, lengte 70-100 mm, aan het British Museum geschonken door F.W. Townsend.